# 喬拉姆冰川

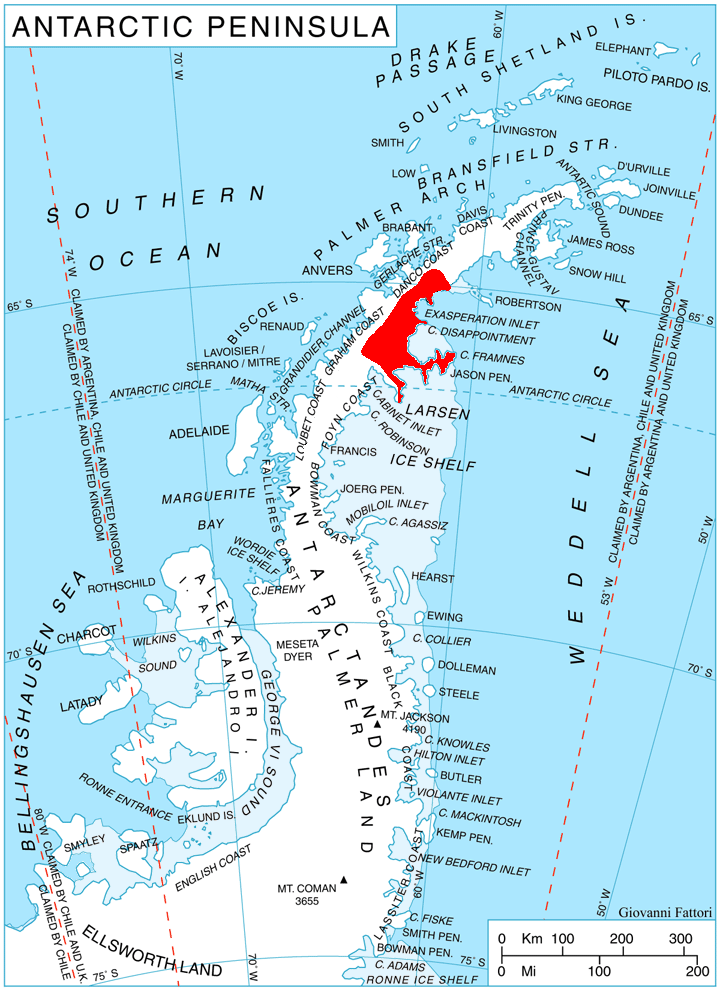

65°14′S 62°3′W / 65.233°S 62.050°W
喬拉姆冰川（英語：Jorum Glacier）是南極洲的冰川，位於葛拉漢地東岸，流經奧斯塔嶺北面，最終在富倫角西南面注入博里馬灣，該冰川在1947年由英國的探險隊繪入地圖。